# 大野城市立大野南小学校
大野城市立大野南小学校（おおのじょうしりつ おおのみなみしょうがっこう）は、福岡県大野城市南ケ丘四丁目にある公立小学校。

## 態様
前身校の牛頸小学校は現在、桜公園の牛頸小学校校碑にその名残をとどめるのみである。

## 沿革
- 1878年 - 牛頸小学校として設立
- 1891年 - 牛頸尋常小学校に改称
- 1941年 - 牛頸国民学校に改称
- 1947年 - 牛頸小学校に改称
- 1971年 - 牛頸小学校閉鎖に伴い大野南小学校開校
- 1977年 - 大野城市立平野小学校を分離

## 交通
最寄の鉄道駅は西鉄天神大牟田線下大利駅、JR鹿児島本線水城駅・都府楼南駅。

## 著名な卒業生
・堤かなめ - 衆議院議員

## 周辺
- 南ケ丘幼稚園
- 桜公園